# 윈도우 무비 메이커
윈도우 무비 메이커(Windows Movie Maker, 과거 이름: 윈도 라이브 무비 메이커, 코드명: 선댄스)는 마이크로소프트 윈도우의 영상 제작/편집 소프트웨어이다. 윈도우 2000, ME, XP, 비스타 등을 디지털 비디오 카메라에 있는 오디오, 사진, 동영상, 타이틀 및 제작진 등을 개인용 컴퓨터에서만 캡처할 수 있다.
윈도우 비스타 이후로 윈도우 무비 메이커의 개발은 중단되었으며 윈도우 라이브 무비 메이커가 이를 대신하여 윈도우 라이브 에센셜에 포함되었다. 이 프로그램은 윈도우 라이브를 통해 무료로 다운로드받아 사용할 수 있지만 마이크로소프트는 윈도우 라이브 무비 메이커는 윈도 무비 메이커와 똑같은 기능을 지니고 있는 것은 아니라고 언급하였다. 2017년 1월 10일 Windows 필수 패키지 지원이 종료되면서 무비메이커 지원도 함께 종료되었다.

## 역사

### 무비 메이커 1.0 ~ 무비 메이커 2.5
윈도우 무비 메이커의 첫 판이 2000년에 윈도우 미에 기본 포함되었으나 윈도우 미 출시 수개월 전에 공개된 윈도우 2000에는 기본 포함되지 않았다.
몇 년 뒤 버전 1.1이 윈도우 XP에 포함되어 DV AVI와 WMV 8 파일 작성을 지원하였다. 버전 2.0은 2002년 11월에 무료 업데이트로 공개되어 수많은 신기능이 추가되었다. 버마이너 업데이트인 전 2.1은 윈도우 XP 서비스 팩 2에 포함되어 있다. 윈도우 XP 미디어 센터 에디션 2005는 새로운 버전의 윈도우 무비 메이커 2.5를 선보이며 더 많은 전환 효과와 DVD 굽기를 지원한다.
| 2000년 | 윈도우 무비 메이커 1.0 - 윈도우 미                         |
| 2001년 | 윈도우 무비 메이커 1.1 - 윈도우 XP                         |
| 2002년 | 윈도우 무비 메이커 2.0 - 윈도우 XP                         |
| 2004년 | 윈도우 무비 메이커 2.1 - 윈도우 XP SP2,SP3                 |
| 2004년 | 윈도우 무비 메이커 2.5 - 윈도우 XP 미디어 센터 에디션 2005 |

### 무비 메이커 6.0
새로운 버전의 무비 메이커가 대부분의 윈도 구성 요소처럼 윈도우 비스타에 기본 포함되어 출시되었으며 버전 번호는 윈도우 비스타의 것과 동일한 6.0.6000을 사용하였다. 새로운 효과와 전환을 포함하며 윈도우 미디어 센터의 기본 텔레비전 녹화 형식인 DVR-MS 파일 포맷을 지원한다. 윈도우 비스타 프리미언 및 얼티밋 에디션의 HD 버전은 HDV 캠코더의 캡처를 지원한다. 캡처 마법사는 또한 DVR-MS 형태의 파일을 HDV 테이프로부터 캡처하여 만들 수 있다. 그러나 윈도우 비스타 버전의 윈도우 무비 메이커는 아날로그 캠코더, VCR, 웹캠과 같은 아날로그 비디오 소스로부터의 동영상 가져오기 지원을 제거하였다.
일부 구형 시스템은 새로운 버전의 윈도우 무비 메이커를 실행할 수 없지만 마이크로소프트는 마이크로소프트 다운로드 센터에서 윈도우 비스타용 구형 2.6 버전을 공개하였다. 이 버전에는 오래된 효과와 전환들이 포함되었으며 기본적으로 윈도우 무비 메이커 2.1과 동일하지만 동영상 캡처 기능은 제공하지 않는다. 설치 프로그램은 윈도우 비스타를 요구하며 하드웨어 가속 버전을 실행할 수 없는 컴퓨터에 맞추어 만들어졌다.
윈도우 프레젠테이션 파운데이션 (WPF) 버전의 윈도우 무비 메이커는 또한 일부 윈도 롱혼 빌드(현재의 윈도우 비스타)에도 포함되었으나 2004년 8월 개발이 초기화됨에 따라 제거되었다.

### 윈도우 라이브 무비 메이커
윈도 라이브 무비 메이커 2008로 이름이 바뀐 새로운 버전의 소프트웨어는 2008년 9월 17일 베타로 공개되었으며 2009년 8월 19일 공식적으로 윈도우 라이브 필수 패키지를 통해 독립 제품으로 공개되었다. 무비 메이커의 인터페이스는 오피스 2007의 것과 비슷한 리본 도구 모음을 사용하도록 재설계되었으며 자동 동영상(Auto Movie)과 같은 기능, DVD 및 유튜브로 직접 동영상 내보내기 기능 등이 추가되었다. 영상 안정화, 크로마 키, 보이스오버 녹화 기능 등 특정 고급 기능들이 제거되었다. 무비 메이커 2009는 윈도우 비스타와 윈도우 7을 동시에 지원하며, 이전 버전의 윈도우 무비 메이커는 더 이상 운영 체제에 포함되지 않는다. 윈도우 7 이상에서 무비 메이커를 사용하는 유일한 방법은 윈도우 라이브 필수 패키지를 통해 받는 것 뿐이었다.
업데이트 버전인 윈도우 라이브 무비 메이커 2011은 2010년 8월 17일에 공개되었으며 웹캠 캡처, 고선명 비디오 지원, 스카이드라이브와 페이스북으로 바로 동영상 업로드, 네트워크 공유로 저장된 미디어 파일을 프로젝트에 추가 등의 기능이 추가되었다.

### 무비 메이커 2012
윈도우 라이브 브랜드가 중단됨에 따라(그 뒤 윈도우 라이브 제품군이 윈도우 필수 패키지로 이미지 변화를 꾀함에 따라) 윈도우 무비 메이커 2012가 2012년 4월에 공개되었다. 이전에 제거된 보이스오버 녹화 지원이 부활했으며, 여기에 오디오 믹서와 일부 무료 스톡 음악 서비스와 통합되었다. H.264/MP4가 기본 내보내기 포맷이 되면서 기존의 윈도우 미디어 비디오(WMV)를 대체하였고 비메오로의 업로드 지원이 도입되었으며 하드웨어 가속 비디오 안정화 기능이 윈도우 8 사용자들을 위한 특별한 기능으로 추가되었다.

## 지원 중단
2017년 말기에 마이크로소프트는 공식적으로 무비 메이커 지원을 중단하고 다운로드 사이트를 폐쇄했다. 이제 무비 메이커가 컴퓨터에 있는 사용자들만 사용할 수 있게 된 것이다. 하지만 일부 토렌트 사이트에서는 아직 제공되고 있다(아래 참고). 공식적인 안내는 “여기에서”. 확인 할 수 있다.

## 같이 보기
- 어도비 프리미어 프로
- 아이무비
- 아이DVD